# Oxygonum sinuatum
Oxygonum sinuatum (Hochst. & Steud ex Meisn.) Dammer – gatunek rośliny z rodziny rdestowatych (Polygonaceae Juss.). Występuje naturalnie w Afryce Południowej, Środkowej i Wschodniej oraz na Półwyspie Arabskim. 

## Rozmieszczenie geograficzne
Rośnie naturalnie w Afryce Południowej, Środkowej i Wschodniej oraz na Półwyspie Arabskim. Występuje w takich państwach jak Arabia Saudyjska, Jemen, Egipt, Niger, Czad, Sudan, Erytrea, Etiopia, Somalia, Kenia, Uganda, Rwanda, Burundi, Tanzania, Demokratyczna Republika Konga, Zambia, Angola, Namibia, Botswana oraz Południowa Afryka. Ponadto został także naturalizowany na Madagaskarze. 

## Morfologia
PokrójPłożąca, rozpierzchła lub wyprostowana roślina jednoroczna dorastająca do 10–60 cm wysokości. Pędy są grube, owłosione.
LiścieIch blaszka liściowa ma kształt od owalnego do owalnie eliptycznego. Mierzy 20–40 mm długości oraz 10–15 mm szerokości, jest klapowana na brzegu. Ogonek liściowy jest owłosiony i osiąga 10–20 mm długości. Gatka jest ucięta i dorasta do 6 mm długości.
KwiatyObupłciowe lub funkcjonalnie jednopłciowe, różnosłupkowe, zebrane w złożone grona o długości 28 cm, rozwijają się w kątach pędów. Listki okwiatu mają owalnie eliptyczny kształt i barwę od białawej do różowawej, mierzą 3–5 mm długości.

## Biologia i ekologia
Występuje na wysokości do 2200 m n.p.m.